# YZ Ceti
YZ Ceti (LHS 138 / Gliese 54.1 / HIP 5643) es una estrella en la constelación de Cetus, el monstruo marino, que se localiza en mitad de una línea imaginaria que una Deneb Kaitos (β Ceti) con τ Ceti.
Sin embargo, su magnitud aparente +12,10 hace que no se la pueda observar a simple vista.
Actualmente se encuentra a 12,1 años luz de nosotros; a partir de los datos del satélite Hipparcos se conoce que su mínima separación respecto a nuestro sistema solar —7,9 años luz— tuvo lugar hace 74 400 años.
YZ Ceti es una enana roja de tipo espectral M4.5V con una temperatura efectiva de ~ 3105 K.
Tiene una masa estimada de 0,14 masas solares y una luminosidad visual —en condiciones normales— de 1/5000 soles. Es una estrella fulgurante al igual que otras enanas rojas de nuestro entorno, como Próxima Centauri, Wolf 359 o Luyten 726-8. Ello significa que sufre aumentos impredecibles en su luminosidad y emisión de rayos X, muy acusados en relación con los parámetros normales.
Sus vecinas más próximas son Tau Ceti, enana amarilla a 1,6 años luz, el sistema estelar Luyten 726-8 a 3,6 años luz, GJ 1002, enana roja a 5,4 años luz, y la estrella de Van Maanen, enana blanca solitaria a 5,61 años luz.